# Maria Tănaseová
Maria Tănaseová (rumunsky Maria Tănase, [maˈri.a təˈnase]; 25. září 1913 – 22. června 1963) byla rumunská zpěvačka a herečka. Její repertoár sahal od tradiční lidové rumunské hudby po soudobé žánry zábavní hudby. Pocházela z bukurešťské podnikatelské rodiny a svou pěveckou kariéru začala v roce 1934. Ve své době byla přední rumunskou zpěvačkou, zpívala v Rumunsku i zahraničí a získala řadu ocenění a vyznamenání. Zemřela předčasně na rakovinu.